# Reżim (władza)

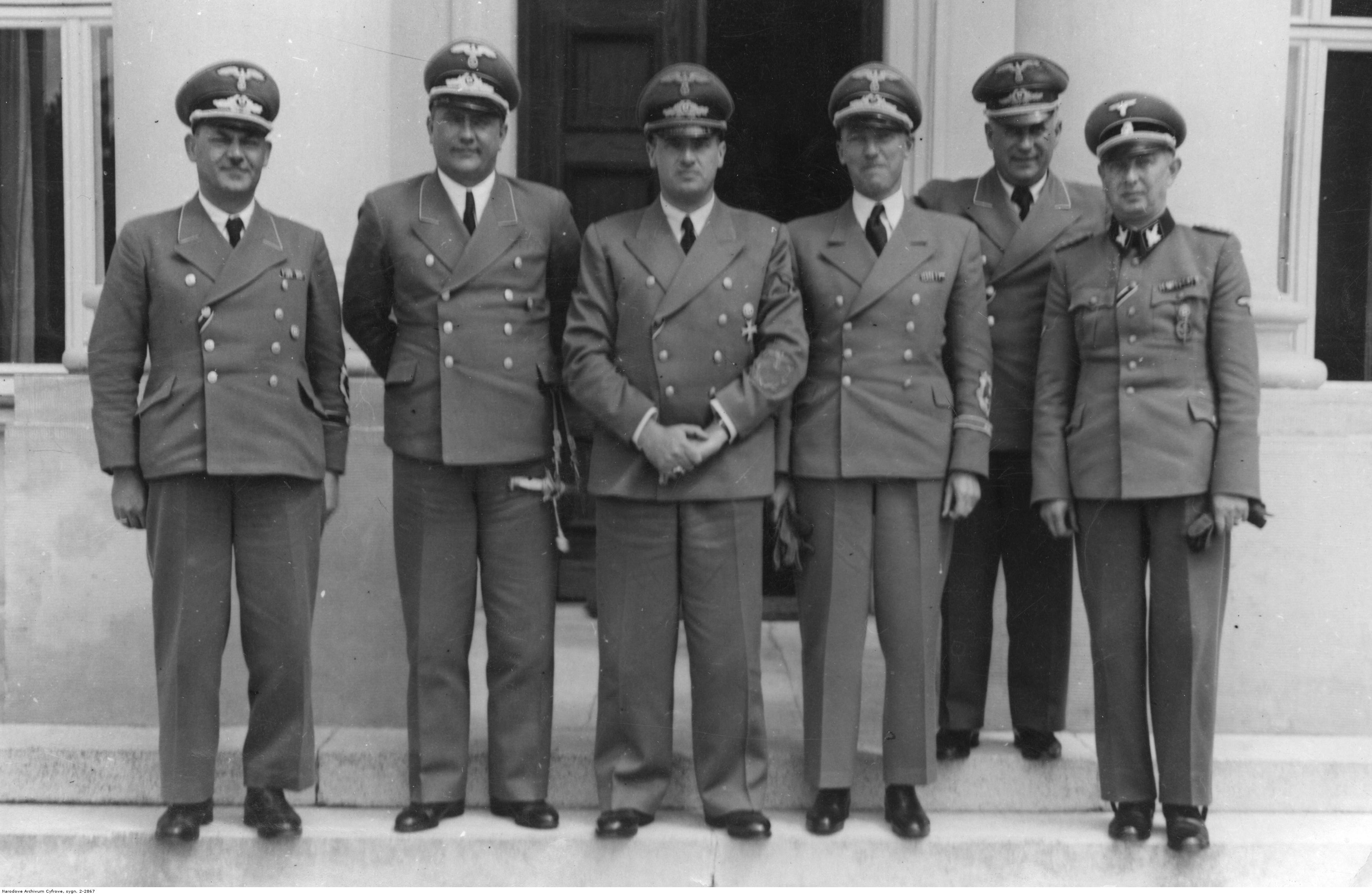
Rząd Generalnego Gubernatorstwa, reżim III Rzeszy nielegalnie narzucony na części okupowanych ziem II Rzeczypospolitej

Reżim (reżym) – system rządów oparty na stosowaniu wobec społeczeństwa przemocy i ucisku.
Mimo że termin reżim jest pojęciem wieloznacznym, szczególnie popularnie stosowany jest w znaczeniu pejoratywnym określając władzę nielegalną, nieuznawaną, bezprawną, pochodzącą z uzurpacji, utrzymującą się dzięki zastraszaniu społeczeństwa i pacyfikowaniu niezadowolenia przemocą.